# Pačisi
Pačisi ({hindustanski: [pəˈtʃiːsiː]) društvena igra je krsta i kruga koja potiče iz srednjovekovne Indije koja je opisana kao „nacionalna igra Indije“. Igra se na ploči u obliku simetričnog krsta. Igračke figure se kreću po tabli na osnovu bacanja šest ili sedam školjki kaurija, pri čemu broj školjki koje padnu sa otvorom prema gore, određuje broj polja za pomeranje figura.
Naziv igre izveden je iz hinduske reči paccīs, što znači „dvadeset pet“, najveći rezultat koji se može baciti sa školjkama kaurija; stoga je ova igra poznata i pod imenom Dvadeset pet. Postoje i druge verzije ove igre gde je najveći rezultat koji se može baciti trideset.
Pored čaupara, postoji i mnogo verzija igre. Bardžis (barsis) na Levantu uglavnom u Siriji, parčis je još jedna verzija popularna u Španiji i severnom Maroku. Parkes je kolumbijska varijanta. Parčisi, Sori! i Ludo su među mnogim zapadnjačkim komercijalnim verzijama igre. Jeu des petits chevaux (igra malih konja) igra se u Francuskoj, a Mensch ärgere Dich nicht je popularna nemačka varijanta. Takođe je moguće da je ova igra dovela do razvoja korejske društvene igre Junori, kroz drevno kraljevstvo Bekče.

## Istorija
Igrači slični čauparu sa različitim šemama boja, zajedno sa kockama, identifikovani su među artifektima iz gvozdenog doba, period obojenog sivog posuđa sa lokaliteta Matura i Noh (1100-800. pne) Krstaste ploče su prikazane na umetničkim reljefima iz Čandraketugara datirane na period od 2. veka pne do 1. veka pne. Prikaz gospoda Šive i boginje Parvati iz 6. ili 7. veka, za koju se kaže da igra čaupar (blisko srodnu igru), zapravo prikazuje samo kockice, a ne i prepoznatljivu tablu. Iz sličnog perioda je u Elorskim pećinama otkrivena ploča identična pačisnoj tabli. Jedan dokument dinastije Song (960–1279) upućuje na kinesku igru čupu (樗蒲, Vejd-Džajls, pinjin chūpú), „izumljenu u zapadnoj Indiji i raširenu u Kinu u doba dinastije Vej (AD 220–265)“ može se odnositi na čaupar, mada je stvarna priroda kineske igre (koja može biti bliže povezana sa bekgamonom) nije razjašnjena. Spekulacije da je pačisi proistekao iz ranije igre aštapada su moguće, ali nisu dokazane.
U palati iz 16. veka u Fatehpur Sikri u severnoj Indiji:
Igru Pačisi je Akbar igrao na zaista kraljevski način. Sam dvor, podeljen na crvene i bele kvadrate, predstavljao je ploču, a jedan ogroman kamen podignut na četiri stope, predstavljao je centralnu tačku. Ovde su Akbar i njegovi dvorjani igrali ovu igru; šesnaest mladih robova iz harema koji su nosili boje igrača, predstavljali su figure i pomerali se na kvadrata prema bacanju kockica. Kaže se da je car toliko voleo da igra igru na tako velikim razmerama da je u svim svojim palatama izgradio dvor za pačisi, a njihovi ostqaci takvih su i dalje vidljivi u Agri i Alahabadu.

Američka kompanija za igračke i igre Transogram je 1938. godine predstavila verziju ove društvene igara za masovno tržište pod nazivom Igra Indije, koja je kasnije plasirana pod nazivom Pa-Čiz-Si: Igra Indija.

## Igrači
Pačisi je igra za dva, tri ili četiri igrača. Četiri igrača obično igraju u dva tima. Jedan tim ima žute i crne figure, drugi tim crvene i zelene. Tim koji prvi premesti sve svoje figure u cilj, pobeđuje u igri.

## Tradicionalna oprema
Svaki igrač ima četiri figure u obliku košnice (ovo se u nekim verzijama može povećati na do 16 figura sa svake strane). Figure jednog igrača razlikuju se od drugih po bojama: crnoj, zelenoj, crvenoj i žutoj.
Šest školjki kaurija koristi se za određivanje veličine pomeranja figura igrača. Školjke se bacaju iz ruke igrača, a broj kaurija koji padaju sa otvorima prema gore pokazuju za koliko polja igrač može da se pomeri:
| Kaurije okrenute nagore | Vrednost | Zarađuje još jedan krug? |
| ----------------------- | -------- | ------------------------ |
| 0                       | 25       | Da                       |
| 1                       | 10       | Da                       |
| 2                       | 2        | Ne                       |
| 3                       | 3        | Ne                       |
| 4                       | 4        | Ne                       |
| 5                       | 5        | Ne                       |
| 6                       | 6        | Da                       |

U nekim verzijama se koristi sedam kauri školjki:
| Kaurije okrenute nagore | Vrednost | Ime    | Zarađuje još jedan krug? |
| ----------------------- | -------- | ------ | ------------------------ |
| 0                       | 7        | Sat    | Da                       |
| 1                       | 10       | Dus    | Da                       |
| 2                       | 2        | Duga   | Ne                       |
| 3                       | 3        | Tini   | Ne                       |
| 4                       | 4        | Čari   | Ne                       |
| 5                       | 25       | Pačije | Da                       |
| 6                       | 35       | Pajnti | Da                       |
| 7                       | 14       | Čaudah | Da                       |

Tabla je obično izvezena na platnu. Igralište je krstasto. U središtu je veliki trg zvan Čarkoni, koji je početni i završni položaj figura. Četiri kraka podeljena su u tri kolone po osam kvadrata. Igračeve figure se tokom igre pomiču duž ovih kolona.

## Literatura
- Falkener, Edward (1892). Games Ancient and Oriental and How to Play Them (rpt. New York: Dover Publications, 1961 изд.). London: Longmans, Green and Company.
- Finkel, Irving (2004). „Round and Round the Houses: The Game of Pachisi”.  Ур.: Mackenzie, Colin; Finkel, Irving. Asian Games: The Art of Contest. Asia Society. стр. 46–57. ISBN 0-87848-099-4.
- Mohr, Merilyn Simonds (1997). The New Games Treasury. Houghton Mifflin Company. ISBN 1-57630-058-7.
- Murray, H. J. R. (1913). A History of Chess (rpt. Oxford: Oxbow Books, 2002 изд.). Oxford: Oxford University Press. ISBN 0-19-827403-3.
- Murray, H. J. R. (1951). A History of Board-Games Other Than Chess (rpt. Oxford: Oxbow Books, 2002 изд.). Oxford: Oxford University Press. ISBN 0-19-827401-7.
- Parlett, David (1999). The Oxford History of Board Games. Oxford: Oxford University Press. ISBN 0-19-212998-8.
- Bell, R. C. (1979) [1st Pub. 1960, Oxford University Press, London]. Board and Table Games From Many Civilizations. I (Revised изд.). Dover Publications Inc. стр. 9—12. ISBN 0-671-06030-9.
- Austin, Roland G. "Greek Board Games." Antiquity 14. September 1940: 257–271
- Bell, R. C. (1983). The Boardgame Book. Exeter Books. ISBN 978-0-671-06030-5.
- Bell, R. C. (1979) [1st Pub. 1960, Oxford University Press, London]. Board and Table Games From Many Civilizations. I (Revised изд.). Dover Publications Inc. ISBN 978-0-671-06030-5.
- Bell, R. C. (1979) [1st Pub. 1969, Oxford University Press, London]. Board and Table Games From Many Civilizations. II (Revised изд.). Dover Publications Inc. ISBN 978-0-671-06030-5.
- Diagram Group (1975).  Midgley, Ruth, ур. The Way to Play. Paddington Press Ltd. ISBN 978-0-8467-0060-9.
- Falkener, Edward (1961) [1892]. Games Ancient and Oriental and How to Play Them. Dover Publications Inc. ISBN 978-0-486-20739-1.
- Fiske, Willard. Chess in Iceland and in Icelandic Literature—with historical notes on other table-games. Florentine Typographical Society, 1905.
- Gobet, Fernand; de Voogt, Alex; Retschitzki, Jean (2004). Moves in mind: The psychology of board games. Psychology Press. ISBN 978-1-84169-336-1.
- Golladay, Sonja Musser,  "Los Libros de Acedrex Dados E Tablas: Historical, Artistic and Metaphysical Dimensions of Alfonso X’s Book of Games" (PhD diss., University of Arizona, 2007)
- Gordon, Stewart (2009). „The Game of Kings”. Saudi Aramco World. св. 60 бр. 4. Houston: Aramco Services Company. стр. 18—23. Архивирано из оригинала 2009-07-20. г. (PDF version)
- Grunfeld, Frederic V. (1975). Games of the World. Holt, Rinehart and Winston. ISBN 978-0-03-015261-0.
- Mohr, Merilyn Simonds (1997). The New Games Treasury. Houghton Mifflin Company. ISBN 978-1-57630-058-9.
- Murray, H. J. R. (1913). A History of Chess (Reissued изд.). Oxford University Press. ISBN 978-0-19-827403-2.
- Murray, H. J. R. (1978). A History of Board-Games other than Chess (Reissued изд.). Hacker Art Books Inc. ISBN 978-0-87817-211-5.
- Parlett, David (1999). The Oxford History of Board Games. Oxford University Press Inc. ISBN 978-0-19-212998-7.
- Pritchard, D. B. (1982). Brain Games. Penguin Books Ltd. ISBN 978-0-14-005682-2.
- Pritchard, David (1994). The Family Book of Games. Brockhampton Press. ISBN 978-1-86019-021-6.
- Rollefson, Gary O., "A Neolithic Game Board from Ain Ghazal, Jordan", Bulletin of the American Schools of Oriental Research, No. 286. (May 1992), pp. 1–5.
- Sackson, Sid (1983) [1st Pub. 1969, Random House, New York]. A Gamut of Games. Arrow Books. ISBN 978-0-09-153340-3.
- Schmittberger, R. Wayne (1992). New Rules for Classic Games. John Wiley & Sons Inc. ISBN 978-0-471-53621-5.
  - Reprint: Random House Value Publishing, 1994.  0-517-12955-8

## Spoljašnje veze
- „Pachisi”.  (на језику: енглески) (11 изд.). 1911.